# Zylinder-Felsenschnecke
Die Zylinder-Felsenschnecke (Cylindrus obtusus) ist eine Landlungenschnecke (Stylommatophora) aus der Familie der Schnirkelschnecken (Helicidae). Es ist die einzige Art der Gattung Cylindrus Fitzinger, 1833 (von griech. κύλινδρος „Walze, Rolle, Tonne“).
Nach der Meinung einiger Autoren wäre der Gattungsname Cylindrus Fitzinger, 1833 allerdings ungültig und sollte durch Cochlopupa Jan, 1830 ersetzt werden. Die Nomenklaturkommission beschloss jedoch, den Namen Cylindrus Fitzinger, 1833 zu schützen.

## Merkmale
Das Gehäuse ist rechtsgewunden und beim Jungtier zunächst kugelig, später bald tonnenförmig. Es weist sieben bis acht schwach gewölbte Umgänge auf, die langsam und regelmäßig zunehmen. Der Apex ist kugelig gerundet. Die Nähte sind relativ tief, der Nabel ist geschlossen. Es misst 11 bis 14 mm × 4 bis 6 mm, maximal 17 × 7 mm. Die ersten Windungen sind hornbraun gefärbt und durchscheinend, die späteren Windungen hell-blaugrau und opak. Die Mündung ist annähernd elliptisch mit fast geradem Spindelrand und gebogenem Außenrand. Tote Gehäuse bleichen aber schnell aus und sind dann mehr oder weniger weißlich. Die Mündungsränder sind umgebogen und schwach lippig verdickt. Das Gehäuse zeigt auf der Außenseite nur schwache Anwachsstreifung. Der Weichkörper selbst ist dunkelgrau, schlank und recht klein, maximal 12 mm lang (Kopffuß).

## Geographische Verbreitung und Lebensweise
Die Zylinder-Felsenschnecke ist ein österreichischer Ostalpen-Endemit (Draparnaud gab irrtümlich als Heimat Frankreich an) und ein „Eiszeitrelikt“. Die Art kommt nur auf Kalkgipfeln zwischen Schneeberg und den Hohen Tauern vor und ist bisher von fast 250 Standorten gemeldet (Salzburg (Kleinarltal), Osttirol, Kärnten (oberes Gailtal)). Unsicher scheint noch ein Gehäusefund (eingeschwemmt) vom Bodensee.
Die Zylinder-Felsenschnecke ist psychro- und hygrophil und meidet die direkte Sonne, ist sogar ausgesprochen heliophob (die Sonne fliehend). Sie kommt auf Kalkböden in der Krummholz- und Alpenrosenzone (also etwa zwischen 1500 (nordseitig) und 2650 m (südseitig)) vor, in Schneetälchen, Karren, Dolinen, kleinen Schluchten – also im Karst. Da die Tiere auch scheu sind, bekommt man sie lebend schwer zu Gesicht, wie W. Klemm (mitgeteilt in Adensamer 1962) nach einer Nachtbegehung geschildert hat: am frühen Morgen (bei Schönwetter) verkriechen sich alle in Felsritzen, unter Blockwerk, in Spalten. Die Vagilität ist sehr gering (bei „Schlechtwetter“ einige Zentimeter pro Tag). Lokal sind sie meist haufenweise vorhanden.- Ihre Nahrung besteht in Pilzen (Flechten), Algen, Moos (Protonemata), Pollen u. Ä.- Die Zwittertiere legen wenige Eier und werden 5-6 Jahre alt.
Infolge der globalen Erwärmung gilt die Schnecke als potenziell gefährdet, da sie von vielen ihrer derzeitigen Biotope ja nicht weiter „nach oben“ ausweichen kann.

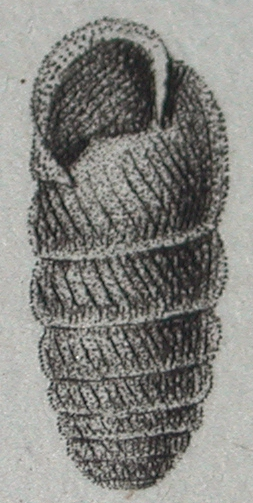
Abbildung in der Erstbeschreibung Draparnauds 1805.

## Systematik
Draparnaud beschrieb diese Felsenschnecke als „Pupa obtusa“ und nahm auf Grund von Gehäuseähnlichkeiten eine Verwandtschaft zu den Puppenschnecken (Pupillidae: Gattung „Pupa“ = heute z. T. Vertigo) an. Im Habitus erinnert sie auch an Vertreter der Fässchenschnecken (Orculidae) oder Vielfraßschnecken (Enidae). Die Art wird zur monotypischen Gattung Cylindrus Leopold Fitzinger, 1833 gestellt. Nach der Meinung einiger Autoren wäre der Name Cylindrus jedoch durch Cylindrus Batsch, 1789 und Cylindrus Deshayes, 1824 präokkupiert und damit ungültig. Übersehen wurde zudem, dass Cylindrus Fitzinger, 1833 ein jüngeres Synonym von Cochlopupa Jan, 1830 ist. Daraufhin erfolgte ein Antrag bei der Nomenklaturkommission, den Namen Cylindrus Fitzinger, 1833 zu schützen und alle früheren Synonyme zu unterdrücken. Diesem wurde 2019 stattgegeben.
Die Überraschung war groß, als sich herausstellte, dass Cylindrus nach seiner Genital-Anatomie eine Helicide sein muss (Unterfamilie Ariantinae – auch Helicigoninae und Campylaeinae genannt). Eine neuere molekularbiologische Untersuchung bestätigt die Zugehörigkeit der Art zur Unterfamilie Ariantinae und zeigt ein Schwestergruppenverhältnis zur Gattung Arianta.
Erste Untersuchungen zur Ökologie auf verschiedenen Höhenstufen im Vorkommensgebiet auf dem Dürrenstein bei Lunz am See publizierte Wilhelm Kühnelt im Jahr 1937. Neuere Studien und genetische Untersuchungen rückten wieder die unterschiedlichen Abstände der verschiedenen Subpopulationen bei großer Einheitlichkeit in der Eidonomie in den Mittelpunkt.

## Literatur

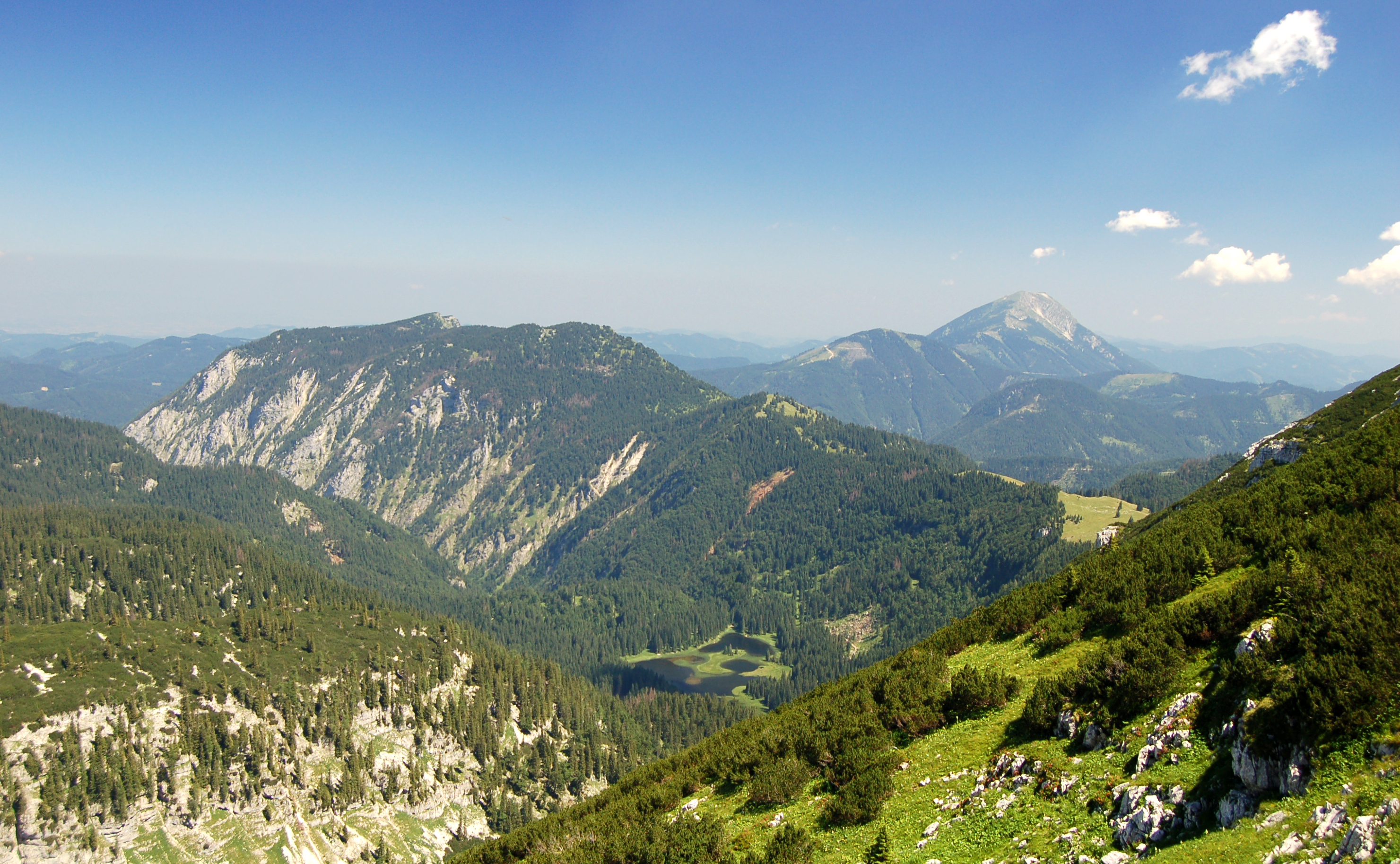
Dürrenstein (Vordergrund) und Ötscher (Hintergrund) als Loci classici der Zylinderschnecke.